# 丙磺酸
丙磺酸是一种有机化合物，化学式为C3H7SO3H。它可由丙硫醇或丙二硫醚的氧化反应制得。在三乙胺的存在下和二甲基(甲氧基亚甲基)甲基硫酸铵的催化下，它和N-环己基亚苄胺在四氢呋喃中反应，可以得到2-环己基-3-苯基-4-乙基-1-硫杂-2-氮杂环丁烷-1,1-二氧化物。